# Air Chathams
Air Chathams – nowozelandzka linia lotnicza z siedzibą w na wyspach Chatham. Głównym hubem jest port lotniczy Tuuta.

## Flota
Według stanu na maj 2025 flota Air Chathams składała się z 8 samolotów o średnim wieku 34 lat:
| Samolot  | Samolot | Samolot   | Liczba miejsc | Liczba miejsc | Uwagi |
| Model    | Aktywne | Zamówione | E             | Łącznie       | Uwagi |
| -------- | ------- | --------- | ------------- | ------------- | ----- |
| ATR 72   | 2       | -         | 68            | 68            |       |
| Saab 340 | 4       | -         | 34            | 34            |       |
| Saab 340 | 2       | -         | cargo         | cargo         |       |
| Łącznie  | 8       | 0         |               |               |       |